# سيدي سالم (مركز)
مركز سيدي سالم، مركز مصري يقع بمحافظة كفر الشيخ، عاصمته مدينة سيدي سالم، ويقع المركز في وسط وشمال المحافظة وتقع مساحة شاسعة من بحيرة البرلس به.

## جغرافيا
يحده من الشمال البحر الأبيض المتوسط والبرلس، ومن الجنوب مركز كفر الشيخ ودسوق، ومن الشرق مركزي الرياض والبرلس، أما من الغرب مراكز فوة ومطوبس ودسوق.